# Římskokatolická farnost Trmice
Římskokatolická farnost Trmice (lat. Türmicium) je církevní správní jednotka sdružující římské katolíky na území města Trmice a v jeho okolí. Organizačně spadá do ústeckého vikariátu, který je jedním z 10 vikariátů litoměřické diecéze.

## Historie farnosti

### Období do Josefa II.
První zmínka o farní lokalitě pochází z roku 1264. Již v roce 1384 byla v Trmicích plebánie. Trmice byly již ve 14. století sídlem arcibiskupského vikáře. Matriky jsou vedeny od roku 1641.
K trmickému kostelu i panství od středověku patřily Horní i Dolní Trmice, Koštov, Újezd a Hostovice. Ke kostelu sv. Martina v Tuchomyšli byly v době kolem roku 1670 přifařeny Lochočice, které patřily ke chlumeckému panství.
Trmickému faráři od nepaměti patřila vinice, roku 1685 získal od města další výměnou za pole. Mezi lety 1711–1717 nechal majitel panství, hrabě František Václav Nostic, postavit trmickou faru.

### Duchovní správci nejstaršího období
Začátek působnosti jmenovaného v duchovní správě farnosti od roku:
- 1351 Nicolaus
- 1369 Jan z Brozan
- 1402 Niklas Runge
- 1436 Procop. aus Prag
- do r. 1574 Jan z Třebenic
- 1624 Mgr. Gulielm. Chirothecus
- 1636 Math. Lachmann
- 1648 Mich. Adalb. Vater
- 1663 Adam. Franc. Vencelius
- 1667 Christ. Fleisner
- 1669 Ioann. G. Wildfeier
- 1695 Alex. W. von Rosenfeld

### Duchovní správci za F. V. Nostice
Za panství Františka Václava Nostice v letech 1701–1765 se v Trmicích vystřídalo pět farářů. V barokní době zde působili tito faráři:
- Jan z Řasného (lat. Ioann. Řasne), od roku 1699 pravděp. do r. 1702
- Kryštof Ignác Dont (Christ.Ign. Dont), 1701–1718, farářem ustanoven 1703. Z doby jeho působení je první zmínka o Trmickém kaplanovi, jímž byl Jan Fridrich.
- Kryštof Václav Dont (Christ. Wenc. Dont), synovec předchozího faráře, působil zde do své smrti v roce 1746. V letech 1720–1723 byla významně přestavěna fara. Farář toleroval vznik kultu kolem zdejší mariánské sošky.
- Vilém Josef Ilgner (Gulielm. Jos. Illgner), 1747–1750
- Josef Stephelin, 1750–1760
- Jan Václav Scharf (Ioann. W. Scharf), 1760–1765, v letech 1762–1775 působil kaplan František Groh
- Kryštof Maier (Christ. Mayer), 1765–1775, podporoval rozvoj zdejšího mariánského kultu

Počátkem 18. století se Trmice staly cílem soukromých mariánských poutí. Ty nabyly formy spontánního hnutí poté, co byla na křížovém oltáři pod kůrem umístěna půlmetrová vyřezávaná soška Panny Marie s Dítětem, jejímž autorem byl bohosudovský jezuita Václav. Farář Dont mladší poutní hnutí toleroval a povolil při významných svátcích uctívat sošku políbením a slavnostně ji nosit v procesí kolem kostela. Roku 1743 věřící z Duchcova uskutečnili první oficiální pouť do Trmic – v té době byla již mariánská soška na hlavním oltáři. Roku 1783 byly hromadné organizované poutě omezeny josefínským zákazem, takže pokračovaly jen menší soukromé akce.
- od 1775 Ioann. Ullsperger

### Duchovní správci od doby josefínské do současnosti
Začátek působnosti jmenovaného v duchovní správě farnosti od roku:
- 1784 Jos. Schulle, † 23. 5. 1786
- 1787 Ioan. Fischer, nar. 12. 3. 1743 Werschowec, o. 5. 4. 1767
- 1823 chybí katalog
- 1824 Jos. Krebs, nar. 2. 2. 1758 Praha, o. 28. 6. 1781
- 1828 Georg. Hügel, nar. 7. 11. 1793 Oschellens, o. 2. 2. 1819, † 6. 6. 1849
- 1850 Eduard. Heinrich, nar. 13. 1. 1809 Krupka, o. 28. 9. 1832, † 3. 3. 1856
- 1857 Carolus Hirsche, nar. 6. 8. 1814 Broumov, o. 20. 8. 1837, † 8. 8. 1874
- 1875 Ferd. Kasper, (latinsky) par. vacat, admin. int.[p 2]
- 1876 Michael Fehrer, nar. 28. 1. 1818 Souš, o. 29. 7. 1842, † 15. 4. 1893
- 1886 Vencesl. Kühnel, nar. 24. 4. 1824 Tschalositz, o. 4. 7. 1848, † 24. 8. 1886
- 1887 Adalb. Schneider, (latinsky) par. vacat, admin. int.[p 2]
- 1888 Anton. Kliemt, nar. 13. 3. 1826 Žandov, o. 25. 7. 1850, † 12. 2. 1894
- 1895 Jos. Bertig, nar. 25. 9. 1845 Königswald, o. 20. 7. 1869, † 13. 2. 1929
- 1913 Joan. Schreier, nar. 25. 2. 1871 Schnaittebach (Bayern), o. 28. 10. 1897, † 22. 5. 1922
- 1923 Joan. Röttig, nar. 8. 9. 1888 Jiříkov, o. 14. 7. 1912, † 28. 3. 1976
- 1938 Eduard. Schmied, (latinsky) par. vacat admin. interc.[p 2]
- 1939 Franz Weigelt, nar. 28. 1. 1901 Bad Kunnersdorf, o. 29. 6. 1924
- 1946, 1. listopadu František Ulbrich
- 1950, 22. srpna Bohumil Skácel (*1941, ord. 1942, pův. SDB, 1. března 1948 inkardinován do Litoměřické diecéze)
- 1955, 1. srpna Antonín Blaha
- 1958, 1. června František Kolář
- 1961, 1. srpna Benno Rössler
- 1965, 15. března + Karel Otčenášek
- 1968, 1. května Josef Pynta
- 1968, 17. října Vojtěch Fuglík
  - 1968 – 1989 Augustin Holík SDB, n. 25. 4. 1919 Velíková, o. 6. 7. 1947 Osek u Duchova, † 18. 9. 1996 Zlín
- 1973, 15. října + Karel Otčenášek
- 1990, 1. února Jan Bečvář
- 1990, 1. října Karol Valentin Laburda OP
- 1993, 1. ledna Antonín Sporer
- 2001, 1. července Jiří Voleský (administrátor)
- 2010, 12. března Jiří Voleský (administrátor in spiritualibus)
  - 2010, 12. března Richard Kirbs (administrátor in materialibus)
- 2025, 15. července Pavel Ajchler

V letech 1965–1968 v Trmicích působil jako duchovní správce Karel Otčenášek, který byl v roce 1950 bez státního souhlasu vysvěcen na biskupa, a až do roku 1965 neměl státní souhlas k výkonu duchovenské činnosti; na nátlak papeže Pavla VI. mu československý stát povolil působení v duchovní správě, avšak s podmínkou, že bude působit mimo vlastní diecézi a bude mít zakázány jakékoliv projevy biskupské hodnosti. Znovu byl trmickým duchovním správcem od roku 1973 do roku 1990, kdy se ve své původní Královéhradecké diecézi stal sídelním biskupem.
Farnost byla v době komunistické totality díky přítomnosti biskupa Otčenáška a také, protože se stala v rozpětí let 1968–1974 tajným klášterem salesiánů, vždy pod velkým tlakem státních orgánů. Utrpěla zbořením řady kostelů a kaplí, a také industrializací, která proměnila ráz farnosti.

## Mediální kauza

### Podnikání a úpadek
Po pádu komunistické totality se farnost, kromě své obvyklé činnosti, poměrně úspěšně[zdroj?] zabývala obchodováním se dřevem, zisk využívala na provozní náklady i údržbu staveb. V březnu 2009 koupila pilu a briketárnu v Klenči za 12 milionů Kč a se závazky na dalších 8,8 milionu. Pilu a briketárnu původně, od roku 1991, provozoval Jannis Mesochoridis.
V roce 2010 se podle médií stala první zkrachovalou římskokatolickou farností v Česku, do funkce ekonomického správce farnosti (správce in materialibus) byl v důsledku těchto problémů jmenován laik Richard Kirbs, insolvenčním správcem Aleš Klaudy.
Farnost se v důsledku podnikání zadlužila podle odhadu více než 30 miliony Kč, v červenci 2010 odhadoval správce Richard Kirbs dluhy na 34 milionů Kč. Pohledávky farnosti podle Kirbse činily 5,4 milionu Kč a celkový majetek farnosti včetně přidružených farností byl odhadem oceněn na 83,7 milionu Kč, ale skutečná cena byla podle ČTK nejspíš výrazně nižší.
Dne 7. července 2010 podala firma Fine Dream s pohledávkou 1,33 milionu korun návrh na insolvenční řízení, farnost se poté k návrhu připojila. Od října 2010 byla v úpadku, a insolvenční správce Aleš Klaudy prohlásil, že jiné řešení než konkurs nepřipadá v úvahu. Soud měl proběhnout na začátku prosince 2010. Do začátku listopadu 2010 přihlásilo 28 věřitelů pohledávky o celkové výši 18,4 milionu korun, z toho nejvíce, 4,1 milionu korun, požadoval zřizovatel farnosti, litoměřické biskupství. Prodej majetku měl zahrnovat i dvě fary a dva kostely včetně vybavení (uměleckých předmětů), u kostela v Roudníkách i přilehlý hřbitov.
Podle bývalé tiskové mluvčí České biskupské konference Ireny Sargánkové byl případ způsoben selháním člověka, který nerespektoval vnitřní normy římskokatolické církve. Podle později jmenovaného ekonomického administrátora farnosti Richarda Kirbse vedení farnosti nereagovalo relevantně na to, že hospodaření bylo od počátku ve ztrátě statisíců Kč měsíčně. Richard Kirbs rovněž prohlašuje, že špatné hospodaření bylo vedením farnosti způsobeno záměrně a podnikatelský záměr byl pofidérní, výroba zastaralá a smlouvy s právníky a poradci nevýhodné. Kirbs rovněž napadl kupní smlouvy, protože podle něj za farnost jednali lidé, kteří k tomu neměli právo.
Jiří Voleský uvedl, že pilu koupila farnost proto, aby mohla sama zpracovávat dřevo z farních lesů, k dosažení ziskovosti měla podle něj napomoci bankovní půjčka, kterou chtěla farnost získat, avšak biskupství půjčku nepovolilo, protože se prý k církvi podobné podnikání nehodí.

### Vyjádření duchovního správce farnosti
V roce 2010 duchovní správce farnosti, Jiří Voleský, uznal svou vinu v nedůslednosti kontroly ekonomických aktivit své farnosti, důrazně však popřel jakýkoli úmysl farnost poškodit. Dále uvedl, že veškeré kroky týkající se nákupu pily a následného hospodaření byly konzultovány s biskupstvím. To dokládá mimo jiné tím, že biskupství průběžně přispívalo farnosti na chod pily celkovou částkou 5 milionů korun.
Richard Kirbs podle Voleského od začátku svého působení na postu správce farnosti nejevil zájem řešit situaci s věřiteli smírně a usiloval o konkurs. S věřiteli i s duchovním správcem farnosti údajně Kirbs odmítal komunikovat. Kirbsovo jednání mohlo být motivováno osobními ekonomickými aktivitami, podle Voleského si Kirbs pro své podnikání s palivovým dřívím a pilinovými briketami dokonce z provozu farní pily odvezl část strojů.
Voleský zdůraznil, že se insolvenci farnosti snažil všemožně zabránit a je přesvědčen, že konkurs nebyl nutným řešením. Podle něj má farnost k dispozici pozemky, jejichž prodejem by mohla získat peníze na splacení dluhu.

### Záchrana
Od roku 2011 usilovalo o záchranu kostela a fary v Trmicích Občanské sdružení pro záchranu kostela a fary v Trmicích „FIAT VOLUNTAS TUA“. Fara byla již od 22. července 2011 pro provoz farnosti zachráněna. Od 14. října 2013 se občanské sdružení „FIAT VOLUNTAS TUA“ stalo novým majitelem kostela Narození Panny Marie v Trmicích.

## Území farnosti
Do farnosti náleží území těchto obcí:
- Trmice (Türmitz[p 3])
- Hostovice (Hottowies[p 3])
- Jedvina
- Koštov (Kosten[p 3])
- Lochočice (Lochtschitz[p 3])
- Otovice
- Roudníky (Raudnig[p 3])
- Tuchomyšl (Schönfeld[p 3])
- Újezd (Augiesl[p 3])
- Vyklice (Wiklitz[p 3])

## Římskokatolické sakrální stavby a místa kultu na území farnosti
| | Fotografie | Stavba                             | Místo     | Bohoslužby                                                                  | Zeměpisné souřadnice             | Status                  | Číslo kulturní památky                       |
| Kostely | Kostely    | Kostely                            | Kostely   | Kostely                                                                     | Kostely                          | Kostely                 | Kostely                                      |
| --- | ---------- | ---------------------------------- | --------- | --------------------------------------------------------------------------- | -------------------------------- | ----------------------- | -------------------------------------------- |
| 1. |            | Kostel Narození Panny Marie        | Trmice    | bližší informace o bohoslužbách                                             | 50°38′34″ s. š., 13°59′41″ v. d. | farní kostel            | 42925/5-276 (Pk•MIS•Sez•Obr•WD) (Q20057658)  |
| 2. |            | Kostel sv. Václava                 | Roudníky  | bližší informace o bohoslužbách                                             | 50°39′ s. š., 13°55′15″ v. d.    | filiální kostel         | 13448/5-5428 (Pk•MIS•Sez•Obr•WD) (Q12031079) |
| Kaple |            |                                    |           |                                                                             |                                  |                         |                                              |
| 3. |            | Kaple Nejsvětějšího Srdce Ježíšova | Hostovice | bohoslužby příležitostně                                                    | 50°38′34″ s. š., 14°1′ v. d.     | kaple                   | —                                            |
| 4. |            | Kaple Narození sv. Jana Křtitele   | Jedvina   | bližší informace o bohoslužbách Archivováno 26. 5. 2021 na Wayback Machine. |                                  | kaple                   | —                                            |
| 5. |            | Kaple Panny Marie                  | Koštov    | bližší informace o bohoslužbách                                             | 50°37′55″ s. š., 13°59′32″ v. d. | obecní kaple            | —                                            |
| Zaniklé sakrální stavby |            |                                    |           |                                                                             |                                  |                         |                                              |
| 6. |            | Kostel sv. Martina                 | Tuchomyšl | nelze sloužit                                                               |                                  | zbořený filiální kostel | —                                            |
| 7. |            | Kaple sv. Jana Nepomuckého         | Vyklice   | nelze sloužit                                                               |                                  | zbořená kaple           | —                                            |
| 8. |            | Kaple Nalezení sv. Kříže           | Lochočice | nelze sloužit                                                               |                                  | zbořená kaple           | —                                            |
| Některé drobné sakrální stavby a pamětihodnosti lze dohledat zde v databázi Drobné sakrální památky Zaniklé sakrální stavby lze dohledat zde v databázi Poškozené a zničené kostely, kaple a synagogy v České republice |            |                                    |           |                                                                             |                                  |                         |                                              |

Ve farnosti se mohou nacházet i další drobné sakrální stavby, místa římskokatolického kultu a pamětihodnosti, které neobsahuje tato tabulka.

## Farní obvod
Z důvodu efektivity duchovní správy byl vytvořen farní obvod (kolatura) sestávající z přidružených farností spravovaných excurrendo z Trmic. Jsou jimi farnosti (řazeno abecedně):
1. Římskokatolická farnost Chabařovice
2. Římskokatolická farnost Předlice
3. Římskokatolická farnost Řehlovice
4. Římskokatolická farnost Stebno u Ústí nad Labem

## Galerie

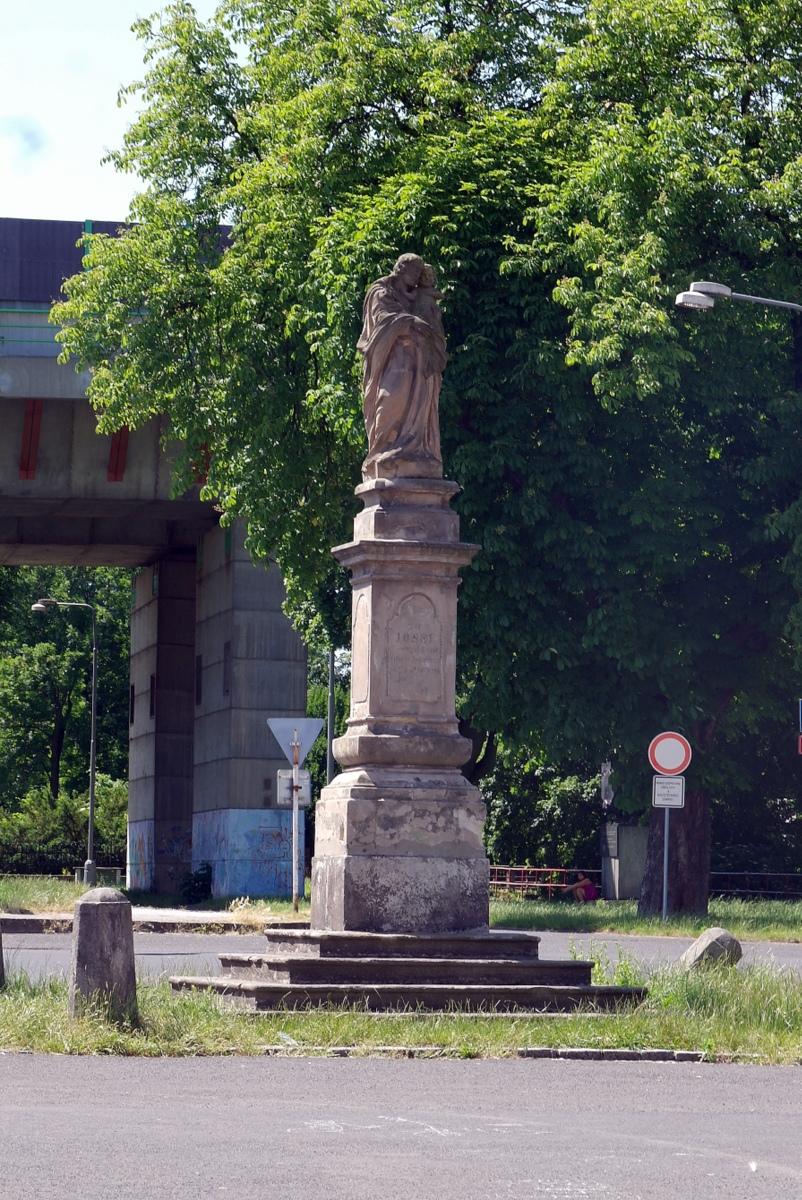
Socha sv. Josefa, Trmice
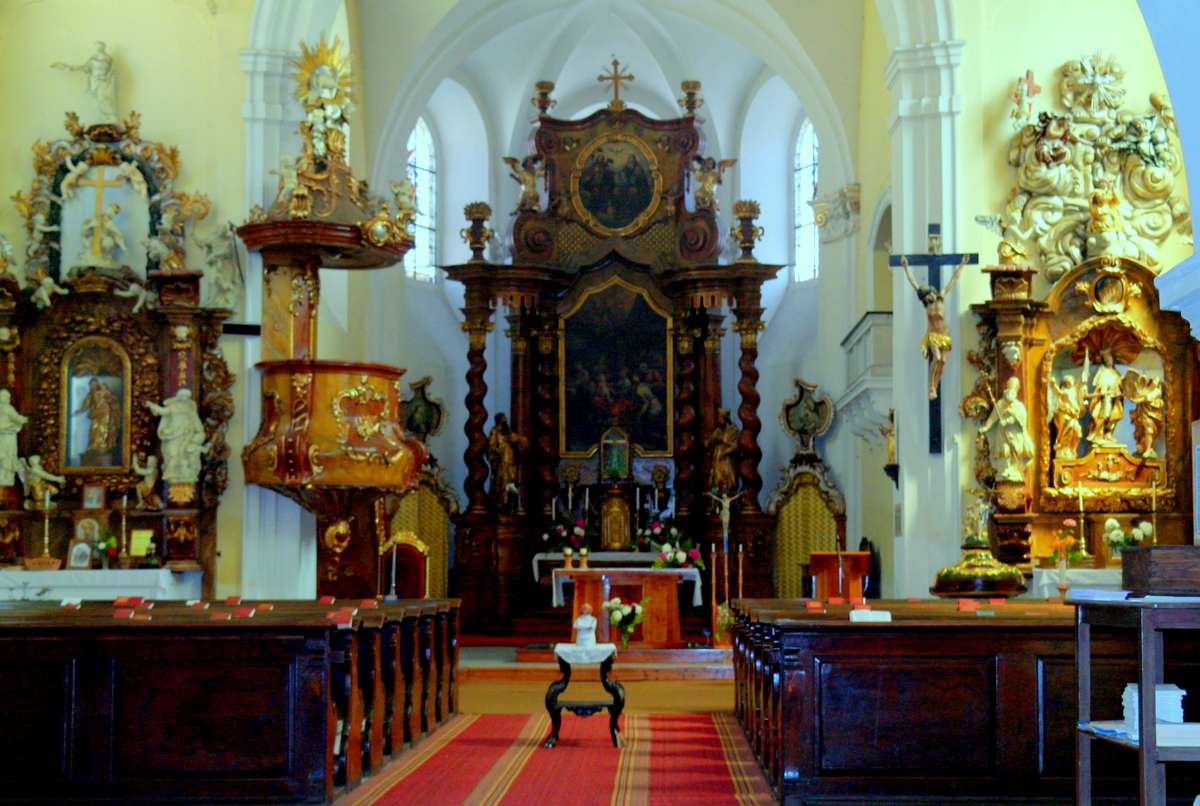
Kostel Narození Panny Marie, Trmice
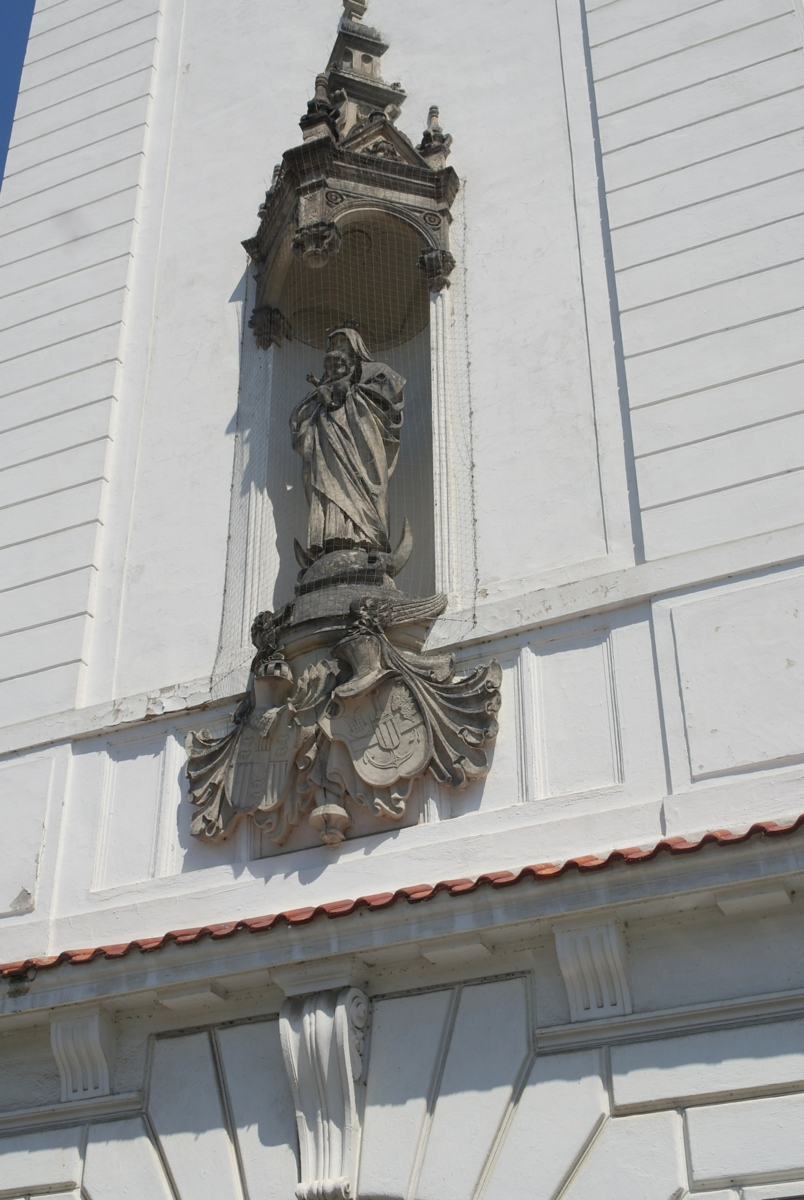
Socha Panny Marie na věži kostela